# Cnephasia grandis
Cnephasia grandis is een vlinder uit de familie bladrollers (Tortricidae). De wetenschappelijke naam is voor het eerst geldig gepubliceerd in 1938 door Osthelder.
De soort komt voor in Europa.